# آيت موسى (سيدي بورجا)
آيت موسى هي إحدى مشيخات المملكة المغربية، تتبع جغرافيا لإقليم تارودانت وإداريًا لسيدي بورجا. يقدر عدد سكانها بـ 23585 نسمة حسب الإحصاء الرسمي للسكان والسكنى لسنة 2004.